# 존 푸치
존 퍼치(John Putch, 1961년 7월 27일 ~ )는 미국의 배우, 영화 감독, 각본가, 영화 제작자, 영상 편집자이다.

## 출연 작품
- 더 파더 앤 더 베어 (2016년)
- 루트 30, 쓰리! (2014년)
- 루트 30, 투! (2012년)
- 아틀라스 슈러그드: 파트 2 (2012년)
- 아메리칸 파이 7 - 사랑의 금서 (2009년)
- 루트 30 (2007년)
- 웨어 데얼즈 어 윌 (2006년)
- 모하비 폰 부스 (2006년)
- 포세이돈 어드벤처 (2005년)
- Crash Point Zero (2001)
- 인트리피드 (2000년)
- 체인 오브 커맨드 (2000년)
- 퍼지티브 마인드 (1999년)
- 디스 이즈 마이 파더 (1998년)
- 타이쿠스 (1998년)
- 시티 오브 엔젤 (1998년)
- 스포일러 (1997년)
- 프리덤 스트라이크 (1997년)
- 나 홀로 숲에 (1996년)
- 비밀 캠프 (1994년)
- 스타 트랙 7 - 넥서스 트랙 (1994년) - 저널리스트 #2 역
- 긴급 명령 (1994년)
- 폴링 엔젤스 (1993년)
- 스키터 (1993년)
- 궁둥이에 총을 쏜 남자 (1990년)
- 베일 속의 그림자 (1987년)
- 말괄량이 미네르바 (1987년)
- 웰컴 투 18 (1986년)
- 사랑에 눈뜰 때 (1985년)
- 천국에 이르는 길 (1985년)
- 도박사 2 (1983년)
- 죠스 3 (1983년)

### 텔레비전
- 스타 트렉: 더 넥스트 제너레이션 (1988, 1989)
- 어글리 베티 (2008-10)
- 커트니 콕스의 러브 앤 프렌즈 (2009-15)